# Anneli Martini
Anneli Martini (* 21. Dezember 1948 in Malmö) ist eine schwedische Schauspielerin.

## Leben
Weil ihre Mutter bereits eine Amateurschauspielerin war, wollte Martini es ebenfalls werden und begann bereits in jungen Jahren am Königlichen Dramatischen Theater in Stockholm zu spielen. Dort wurde ihr zwar Talent bescheinigt, verwies sie allerdings zur Schauspielschule Teaterhögskolan, die sie von 1974 bis 1977 erfolgreich besuchte. Hernach schlossen sich weitere Theaterengagements an. Bereits 1980 hatte sie im Fernsehfilm Mördare! Mördare! eine kleine Rolle als Krankenschwester. Seitdem kamen weitere Nebenrollen hinzu. In der Fernsehserie Sally spielte sie 16 Folgen lang ihre bekannteste Rolle Eva Kulle.
In dem 1985 erschienenen Film Mask Of Murder mit Christopher Lee und Rod Taylor spielte sie, im Abspann unerwähnt, das erste Opfer des Serienkillers. Während der Dreharbeiten arbeitete sie mit dem schwedischen Kostümbildner Max Goldstein zusammen. Obwohl der Film in Kanada spielte, wurde ihre im Film etwa halbminütige Szene in der Johanneskirche in Stockholm gedreht.
Mit dem Schauspieler Stig Engström hat sie einen gemeinsamen Sohn, den schwedischen Schauspieler Felix Engström.

## Filmografie (Auswahl)
- 1980: Mördare! Mördare!
- 1985: Mask Of Murder
- 1997: Mein Freund der Scheich (Min vän shejken i Stureby)
- 1999: Sally
- 2003: Hannah med H
- 2008: Die ewigen Augenblicke der Maria Larsson (Maria Larssons eviga ögonblick)
- 2010: Återfödelsen
- 2013: Mankells Wallander: Der Feind im Schatten
- 2018: Aniara